# 静岡ホビーショー
静岡ホビーショー（しずおかホビーショー）はプラモデル・ラジコン模型・鉄道模型等の模型玩具の製品見本市である。1959年（昭和34年）から毎年5月に静岡県静岡市で開催されている。
主催はタミヤ・青島文化教材社・ハセガワから成る静岡模型教材協同組合で、日本ラジコン模型工業会・日本プラモデル工業協同組合等の協賛と、静岡県・静岡市・静岡商工会議所等の後援を受け、毎年5月第3週木曜日から日曜日にかけ静岡市駿河区曲金三丁目にある静岡産業支援センター（ツインメッセ静岡）で開催されている。開催日のうち、木曜日と金曜日は問屋や販売店への新製品発表・説明・各種PR・商談に限られ、土曜日と日曜日が一般公開日となっている。

## 沿革
- 1959年（昭和34年） - 静岡ホビーショーの前身となる「第1回生産者見本市」が、静岡駅近くにある徳川慶喜公ゆかりの浮月楼（葵区紺屋町）にて、静岡模型教材協同組合加盟9社（静岡教材社・長谷川製作所・青島文化教材研究所・静岡理工社・渥美産業・田宮模型教材社・フジミ模型・今井商店・富士模型教材社）により開催。一般には非公開。
- 1960年（昭和35年） - 第2回「模型船舶見本市」として「静岡産業会館」（葵区呉服町二丁目）にて開催される。一般公開日の設定はこの回から。
- 1962年（昭和37年） - 第4回よりプラモデル主体の見本市となる。
- 1970年（昭和45年） - 会場が静岡市駿府会館（葵区駿府城公園）となる。
- 1971年（昭和46年） - 会場が静岡市民体育館（現静岡市中央体育館…葵区駿府町）に移る。
- 1989年（平成元年） - 第28回「静岡ホビーショー」が駿河区曲金三丁目の「静岡産業館」（1960年から1969年まで開催の静岡産業会館とは別）にて開催。一般公開日にチャリティバザーが行われる。
- 1990年（平成2年） - 第29回静岡ホビーショーにて第1回モデラーズクラブ合同作品展が開始。全国より14のクラブが招待され、各人の力作が公開された。
- 1992年（平成4年） - フジミ模型が静岡模型教材協同組合を脱退する。
- 1996年（平成8年） - 1989年・第28回開催からの会場となっている「静岡産業館」が「静岡産業支援センター」（愛称「ツインメッセ静岡」）へ、名称変更となる。
- 2002年（平成14年） - イマイ（今井科学）が営業停止となる。
- 2004年（平成16年） - 第43回にて民間イベントとしては初の陸上自衛隊車輌の展示を実施。
- 2005年（平成17年） - 第44回にてブルーインパルスによる展示飛行が行われた。
- 2014年（平成26年） - 第53回にて10式戦車の展示が行われた。
- 2020年（令和2年） - この年はコロナウィルス蔓延の影響により開催中止すると開催予定日の約2ヶ月半前の2月28日に発表[1]。延期、代替開催もなし。静岡ホビーショーの中止は開催以来初めて。
- 2021年（令和3年） - この年はコロナウィルス蔓延の影響によりビジネスデーのみを開催し、一般公開は中止。一部の企業が出展を辞退した。

## 主な出展・参加企業
静岡ホビーショーに出展する企業・団体は60社以上にのぼる。以下に主な出展企業を記す。
- 日本プラモデル工業協同組合加盟

- ハセガワ
- フジミ模型
- 東京マルイ
- タミヤ
- クラウンモデル
- 童友社
- トミーテック
- マイクロエース
- BANDAI SPIRITS
- ホビーベースイエローサブマリン

- グッドスマイルカンパニー
- マックスファクトリー
- 青島文化教材社
- 壽屋
- ファインモールド
- プラッツ
- ウェーブ
- GSIクレオス

- 日本ラジコン模型工業会加盟

- MANOI企画
- シグナル
- 日本ラジコン電波安全協会
- ヨコモ
- アキュバンス
- 3レーシングJP
- 双葉電子工業
- 小川精機
- テトラ

- プロドローン
- セキド
- 柴田自動車
- 近藤科学
- ブレイド
- 三和電子機器
- ハイテックマルチプレックスジャパン
- 京商

- 協賛出展メーカー

- 国際貿易
- ディディエフ
- ウッディジョー
- エアテックス
- カトー
- グリーンマックス
- 海洋堂
- エアロベース
- ゴッドハンド
- オリオン
- タカラトミー

- キッドボックス
- ガリバー
- アスカモデル
- ガイアノーツ
- ミネシマ
- サンリッチジャパン
- ベルファイン
- M.S Models
- STUDIO27
- 津川洋行
- ボークス
- セメダイン

- 出版社等（※）
  - アートボックス
  - メディアワークス
  - ジートッププレス
  - モデルアート社
  - ホビージャパン
  - トイジャーナル
  - カマド
  - 嶋田洋書
  - 西山洋書…等

※業者招待日のみ出展する会社がある。
- 地元業者
  - 放送局（系列のカルチャーセンター）
  - ISP
  - 飲食業（会場内の軽食コーナー・レストラン・ファーストフードの出張販売コーナー等）
  - 各種土産物販売業（お茶・わさび漬け等）
  - 静岡市内の模型小売業…等

なお、一部日本国内業者が企画し、中国の模型会社が製造した、タミヤのミリタリーミニチュアシリーズの縮小コピー事件以降、ドラゴンモデルス（中国）を除く中国と韓国の模型メーカーと密接な関係の企業は参加できないとされている。

## 特筆事項
- アクセス
  - 業者招待日にはJR静岡駅南口から無料シャトルバスを運行。
  - 一般公開日は路線バス静岡駅北口11番線から県立病院高松線「登呂コープタウン」行（大人190円）利用、「南郵便局ツインメッセ前」下車。又は、会場と臨時駐車場等を結ぶ臨時循環バス（大人210円：「南郵便局ツインメッセ前」→「東静岡駅南口（北口側に臨時駐車場）」→「競輪場（タミヤ・オープンハウス）」→「駿河区役所（至近に静岡新聞社臨時駐車場）」→「南郵便局ツインメッセ前」）を利用。
- 期間中は会場からは至近に位置するタミヤ本社（静岡市駿河区恩田原）では『オープンハウス』として開発・生産現場の公開イベントがアウトレットバザー・ラジコン体験コーナーとともに催される。
- 2007年より、ホビーショーが開催される日時にあわせ（最長でおよそ1週間〜1か月以上）、『静岡ホビーウイーク』と称し各種イベントが静岡市内各拠点で実施されている。
  - 毎年開催
    - TAMIYAオープンハウス（タミヤ本社…静岡市駿河区恩田原）・毎年
    - トレインフェスタ（グランシップ…静岡市駿河区池田）・毎年

  - 2007年開催
    - ガンプラEXPO（静岡パルコ…静岡市葵区紺屋町）・2007年4月20日〜5月7日
    - BOXARTプラモデルパッケージ原画と戦後の日本文化（静岡県立美術館…静岡市駿河区谷田）・2007年4月7日〜5月20日
    - 各種イベント（青葉シンボルロード…静岡市葵区呉服町二丁目）・2007年5月19日〜20日

  - 2008年開催
    - バンダイホビーセンターパブリックビューイング（バンダイホビーセンター…静岡市葵区長沼）・2008年5月17日〜18日
    - boxartボックスアート展（ツインメッセ静岡…静岡市駿河区曲金三丁目）・2008年5月17日〜18日
    - 創ろう！キミだけのプラモ（アイセル21…静岡市葵区東草深町）・2008年5月13日〜18日

## 静岡模型教材協同組合
静岡模型教材協同組合は、1955年7月14日に設立された模型メーカーの業界団体。主に静岡県の模型メーカー（設立当時は9社）が業界の発展、商品見本市を共同運営する事務局として活動を行う。現在は3社（タミヤ・アオシマ・ハセガワ）の組合員で構成されている。事務局は静岡市駿河区恩田原のタミヤ本社内、現在の7代目理事長は株式会社タミヤ代表取締役会長の田宮俊作。
- 軍用艦艇模型「1/700 ウォーターラインシリーズ」を加盟社共同企画としてシリーズ商品化。
- 静岡ホビーショーの開催・企画・運営。